# Округ Хамболт (Калифорнија)
Хамболт (енгл. Humboldt County) је округ у америчкој савезној држави Калифорнија.

## Демографија
По попису из 2010. године број становника је 134.623, што је 8.105 (6,4%) становника више него 2000. године.
| Група             | 2000.           | 2010.           |
| Белци             | 103.230 (81,6%) | 103.958 (77,2%) |
| Афроамериканци    | 1.111 (0,9%)    | 1.505 (1,1%)    |
| Азијати           | 2.091 (1,7%)    | 2.944 (2,2%)    |
| Хиспаноамериканци | 8.210 (6,5%)    | 13.211 (9,8%)   |
| Укупно            | 126.518         | 134.623         |